# Campo de concentración de Miranda de Ebro
El campo de concentración de Miranda de Ebro fue un campo de concentración franquista ubicado en la ciudad de Miranda de Ebro, provincia de Burgos (España). Se creó en 1937, con el asesoramiento de las SS nazis, para albergar a presos republicanos y se mantuvo abierto hasta 1947, siendo el campo más años abierto y el último en clausurarse en España.

Claritas aguas del Ebro,
rojillas van a Aragón;
el llorar de los prisioneros,
las tiñen de ese color...
Jota popular

## Historia

### Precedentes
Mientras que en la mayor parte de la provincia de Burgos el resultado de las elecciones del 16 de febrero de 1936 fue favorable para las fuerzas conservadoras, el pueblo mirandés se mantuvo fiel a las candidaturas del Frente Popular. Esto provocó que, iniciada la Guerra Civil, la llegada a la ciudad de las tropas franquistas fuese más violenta y que se implantasen, además del campo de concentración, otros servicios para el ejército franquista: hospital de heridos de guerra, alojamiento a las tropas de Mussolini, etc.

### Creación del campo
La captura de prisioneros republicanos en el norte de España fue muy considerable en poco tiempo, lo que motivó el hacinamiento de los presos en condiciones inhumanas. Para paliar el problema, el BOE del 5 de julio de 1937 ordenó al gobernador de Burgos la construcción de cuatro campos de concentración en la provincia. En Miranda de Ebro se instaló uno de ellos gracias a su privilegiada situación geográfica cercana al frente enemigo y a sus excelentes comunicaciones tanto por ferrocarril como por carretera.
Se eligió un solar de 42 000 m² perteneciente a la empresa Sulfatos Españoles SA, situado entre las instalaciones ferroviarias y el río Bayas. La construcción del campo la llevaron a cabo los propios ciudadanos mirandeses de manera forzosa. En apenas dos meses el campo ya estaba activo, pero sus condiciones eran lamentables.

### Prisioneros republicanos (1937-1941)
La capacidad del campo era de 1500 prisioneros, pero pronto se superó este límite debido a la llegada de más presos de otros campos del norte. Las pésimas condiciones hicieron que en el invierno de 1937 se derrumbase un barracón hiriendo a más de 150 personas. Al año siguiente se pidieron fondos para la construcción de nuevos barracones.
A consecuencia del incremento de los fondos destinados al mantenimiento y ampliación del recinto a medida que continuaban llegando detenidos, el Ayuntamiento de Miranda de Ebro (es decir, los propios vecinos, al igual que ocurría en muchas otras localidades situadas en la zona franquista) era obligado a afrontar parte de los gastos generados en el campo. Algunas de estas partidas eran sorprendentes. Así, el 7 de agosto de 1937, el pleno municipal rechazó pagar un coche nuevo para el jefe del campo de concentración. Una semana después, el alcalde, Enrique Tobalina, era destituido por las autoridades militares. El 21 de agosto el pleno facultó al nuevo alcalde (designado a dedo) «para que, de acuerdo con la Comandancia Militar, vea el medio más fácil de adquirir el coche que se desea».
A los prisioneros republicanos se les otorgaba una labor tras clasificarlos entre:
- Criminales: criminales comunes.
- No hostiles al "Movimiento Nacional": Obligados a luchar en el bando republicano
- Desafectos sin responsabilidad: Voluntarios republicanos sin responsabilidades
- Desafectos con responsabilidad: Voluntarios republicanos con responsabilidades (políticos, militares superiores,...).

A los criminales comunes se les enviaba a prisión, y en caso de saturación se les otorgaba la libertad. Tanto a los desafectos con responsabilidad como a los sin responsabilidad se les ordenaban trabajos forzados. A los no hostiles se les reclutaba en el bando nacional. Los prisioneros eran obligados a cantar y alabar a Franco, mientras que las creencias republicanas eran ridiculizadas. 
Por el campo de concentración de Miranda de Ebro llegaron a pasar cerca de 65 000 prisioneros republicanos. Tal y como era usual en los campos y cárceles franquistas durante la guerra y posguerra, se practicaban sacas de presos (generalmente por la noche) para ser fusilados.
El 27 de junio de 1940 llegó a Miranda el primer grupo de prisioneros foráneos afectados por la Segunda Guerra Mundial, formado por 105 marineros belgas que huían de la invasión nazi de su país. En el año 1941 apenas quedaban españoles (republicanos) en el campo; la mayoría fueron trasladados a otros centros o liberados. El campo de Miranda se convirtió entonces en un centro para extranjeros.

### Influencia alemana (1941-1944)

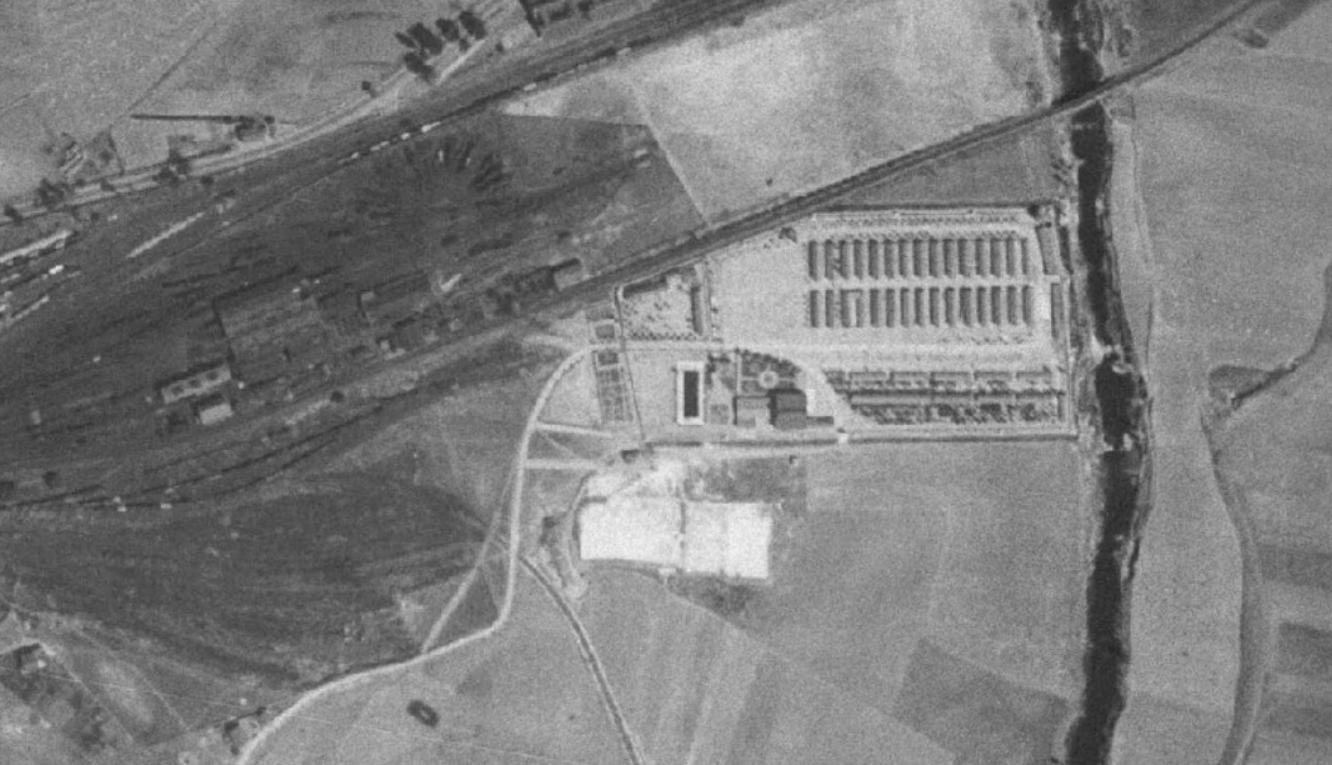
Vista aérea del campo de concentración de Miranda de Ebro en el año 1945.

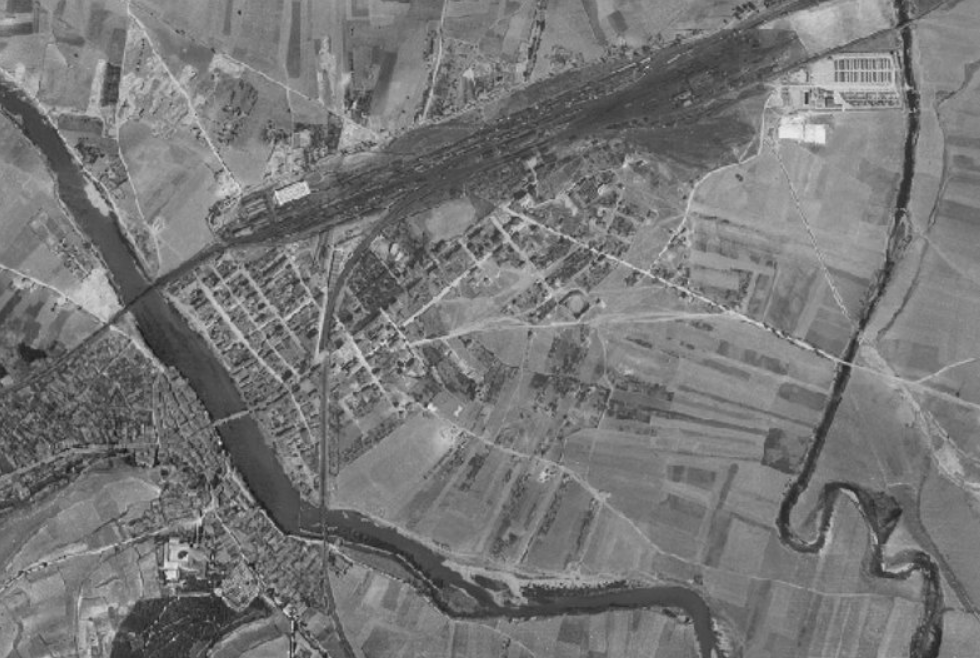
Vista aérea de Miranda de Ebro y su campo de concentración franquista (esquina superior derecha) en el año 1945.

La influencia que la Gestapo tuvo en Miranda de Ebro fue muy importante, sobre todo a partir de la visita a España del líder nazi Heinrich Himmler en 1940. Su visita tenía dos objetivos principales: repatriar a los alemanes presos en España, así como detener a posibles espías del bando aliado. El campo fue dirigido durante un tiempo por Paul Winzer, un alto cargo nazi. Lo cierto es que desde 1941 hasta 1943 (momento en que Franco se comenzó a distanciar de los nazis e italianos al ver cómo se estaba desarrollando la II Guerra Mundial) la Gestapo interrogó a los prisioneros, organizó el centro e incluso decidían los destinos de los presos. Ya en enero de 1941 se entregaba a catorce belgas a las autoridades alemanas, y entre junio y julio a otros veinte cautivos. A finales de año, 107 checoslovacos fueron trasladados a Irún y entregados a los nazis, a pesar de las protestas del representante del gobierno checo en el exilio, que consideraba «evidente» la próxima ejecución de sus compatriotas. También se producían entregas de súbditos franceses al gobierno colaboracionista de Vichy, por lo que estos irían optando paulatinamente por ocultar su nacionalidad y hacerse pasar por «canadienses», lo que explica la creciente presencia en los campos de prisioneros de estos últimos.
En las navidades de 1942 a 1943 se inició una huelga de hambre por parte de un grupo de medio centenar de internados polacos que reclamaba su liberación. Al inicio de 1943 había más de 3500 prisioneros extranjeros (la capacidad máxima teórica del campo era de 1500 hombres), aunque, a raíz de la derrota alemana en Stalingrado y el vuelco que esto supuso en la guerra europea a favor de los aliados, la dictadura franquista optó por ir acelerando las liberaciones en Miranda a partir de abril: ese mes se pasó de 3076 extranjeros recluidos a 2172. En junio se repatriaba, tras cinco y seis años de cautiverio, a los últimos veintisiete brigadistas internacionales de la Guerra Civil que quedaban allí.
| Polacos       | 362 |
| Belgas        | 150 |
| Holandeses    | 6   |
| Checoslovacos | 19  |
| Yugoslavos    | 12  |
| Griegos       | 1   |
| Canadienses   | 40  |
| Austriacos    | 2   |
| Total         | 642 |

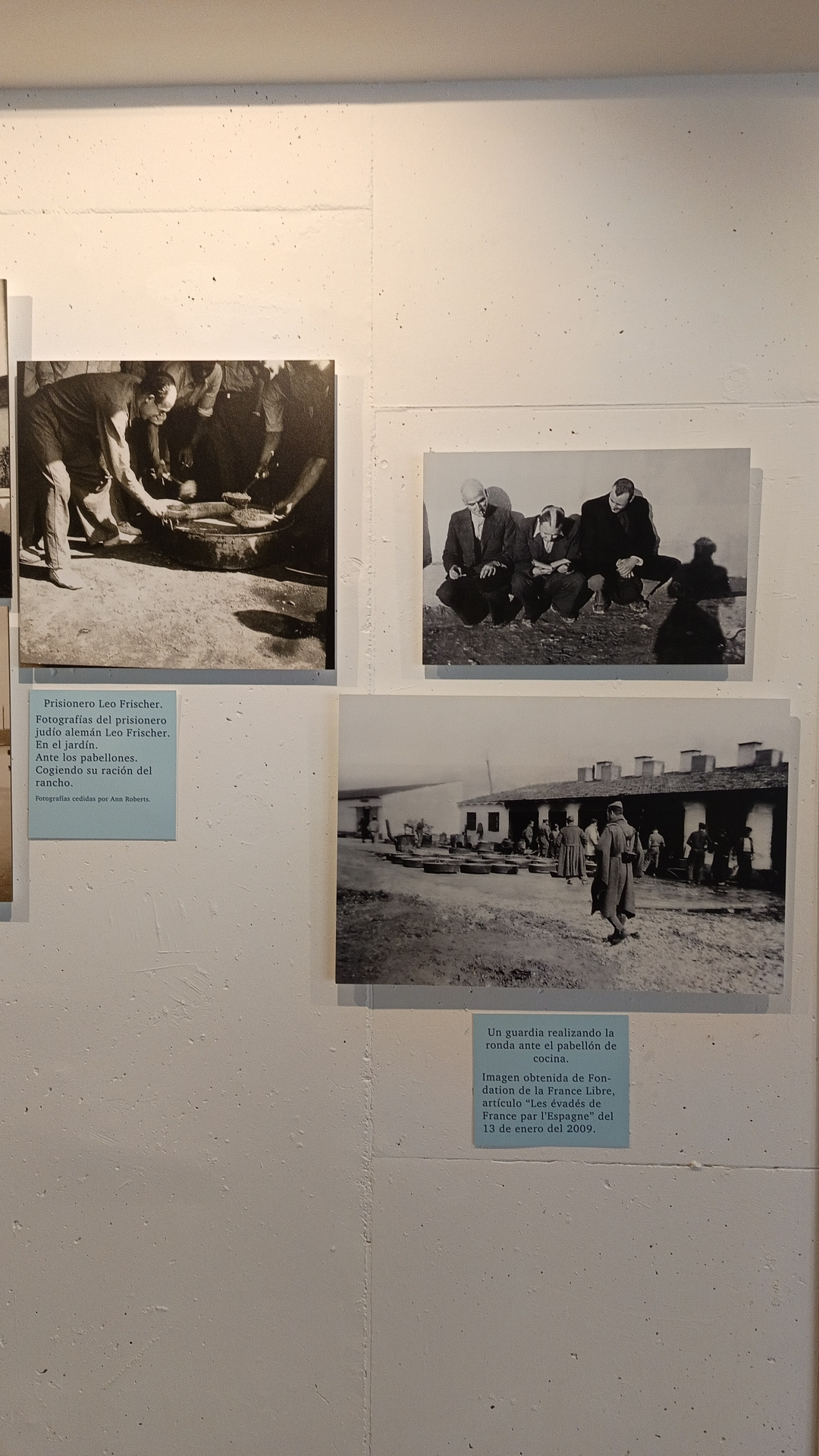
El fotógrafo judío-alemán Leo Frischer en el Campo de Concentración de Miranda de Ebro.

Cabe destacar la presencia de franceses que intentaban huir de la amenaza nazi y que, tras pasar los Pirineos con ayuda del bando republicano, eran detenidos e internados en campos españoles. También hubo un nutrido grupo de judíos que escapaban del holocausto.
Las condiciones de vida en el campo, según diversos informes internacionales, eran «deplorables». No había cristales en las ventanas ni calefacción, los internos dormían en el suelo y estaban infestados de piojos. La alimentación era «insuficiente y de calidad ínfima», y los castigos corporales eran habituales. Los distintos gobiernos democráticos europeos, varios de ellos desde el exilio, emitieron protestas formales; ha quedado constancia de una de las respuestas de la Administración franquista, escrita a lápiz por un alto cargo del Ministerio de Asuntos Exteriores español: «Archívese con el debido desprecio».

### Campo de nazis (1944-1947)

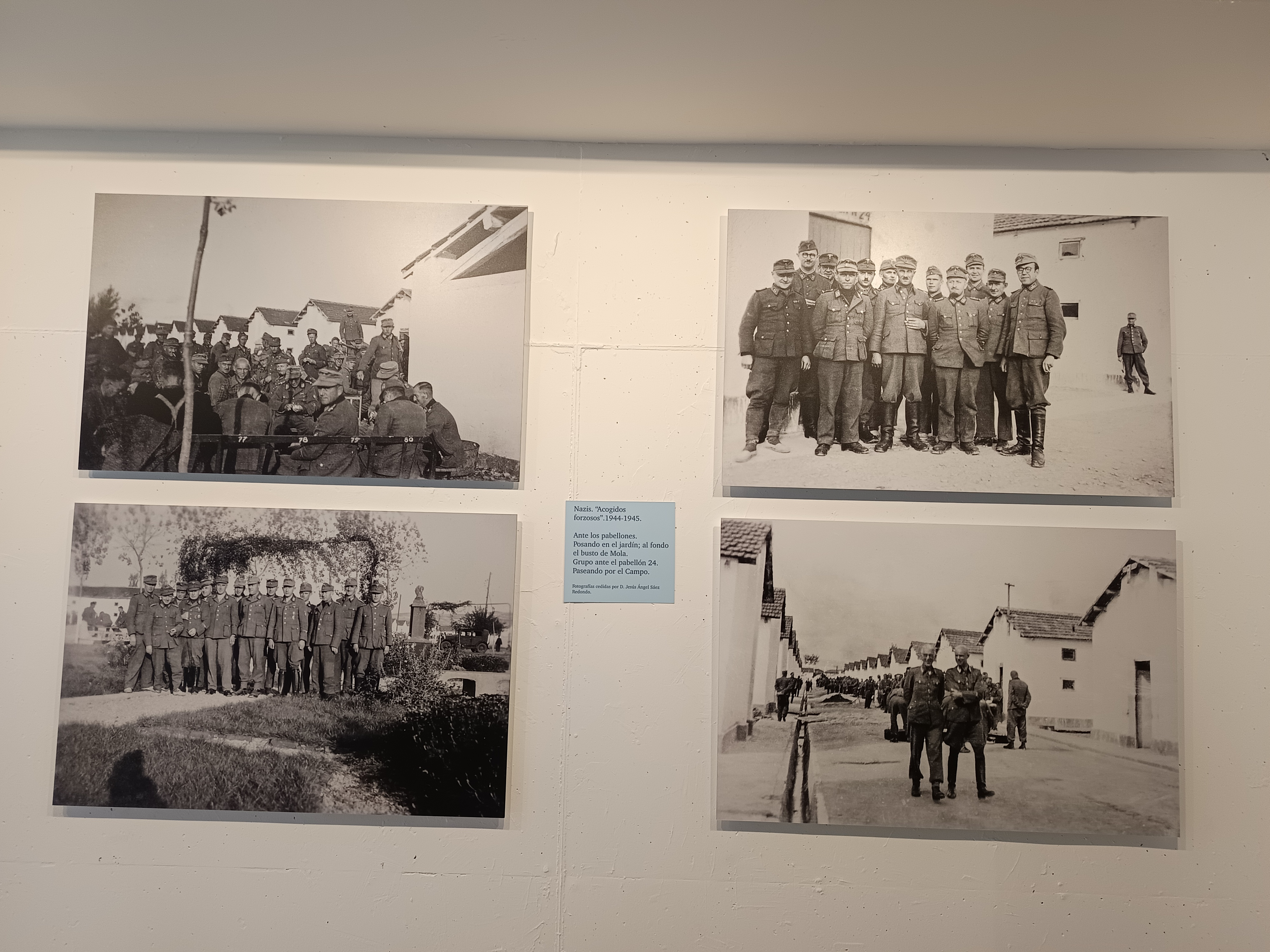
Internos nazis en el Campo de Concentración de Miranda.

Con la liberación del sur de Francia en el verano de 1944, numerosos aduaneros alemanes y miembros del ejército nazi desertaron al ver el avance del bando aliado por Europa. Al igual que ya hicieron los aliados en los años precedentes, cruzaron los Pirineos para buscar refugio en la España franquista. Algunos consiguieron establecerse en España o huir a Latinoamérica, pero la mayoría de los concentrados en Miranda fueron repatriados a Alemania.
Los primeros contingentes nazis llegaron al campo entre julio y agosto, habilitándose una instalación especial para albergarlos separados de los prisioneros aliados y de los de origen judío. Los internos alemanes gozaban de trato de favor, pudiendo utilizar una piscina y estando exentos de participar en las actividades obligatorias (formaciones, izada y arriada de bandera...). Las autoridades franquistas dieron protección a criminales de guerra nazis, como Walter Kutschmann (que pasó por Miranda de Ebro), facilitándoles identidades falsas, la huida a países sudamericanos con pasaporte español e incluso su instalación y residencia definitiva en España.

### Cierre del campo
El campo de concentración de Miranda de Ebro se clausuró el 13 de enero de 1947, siendo el último de los que se habían habilitado durante la guerra civil española. Los presos fueron trasladados al campo de trabajo de Nanclares de la Oca (en el término municipal de Iruña de Oca), en Álava. Hay constancia documental de la muerte entre sus alambradas de 143 prisioneros españoles y 14 internacionales, aunque las cifras reales se estiman muy superiores. Entre 1949 y 1953, las instalaciones albergaron un centro de instrucción de reclutas hasta que en 1954 fue derribado.
Sobre los terrenos del campo, donde hoy día se sitúan diferentes empresas químicas, sólo queda un viejo depósito de agua, algún muro, los restos del lavadero y una caseta de guardia y una placa en recuerdo de los prisioneros. Entre 2005 y 2006 se consolidaron unas viejas ruinas correspondientes al lavadero del campo y al puesto de guardia que sufrían riesgo de desplome.

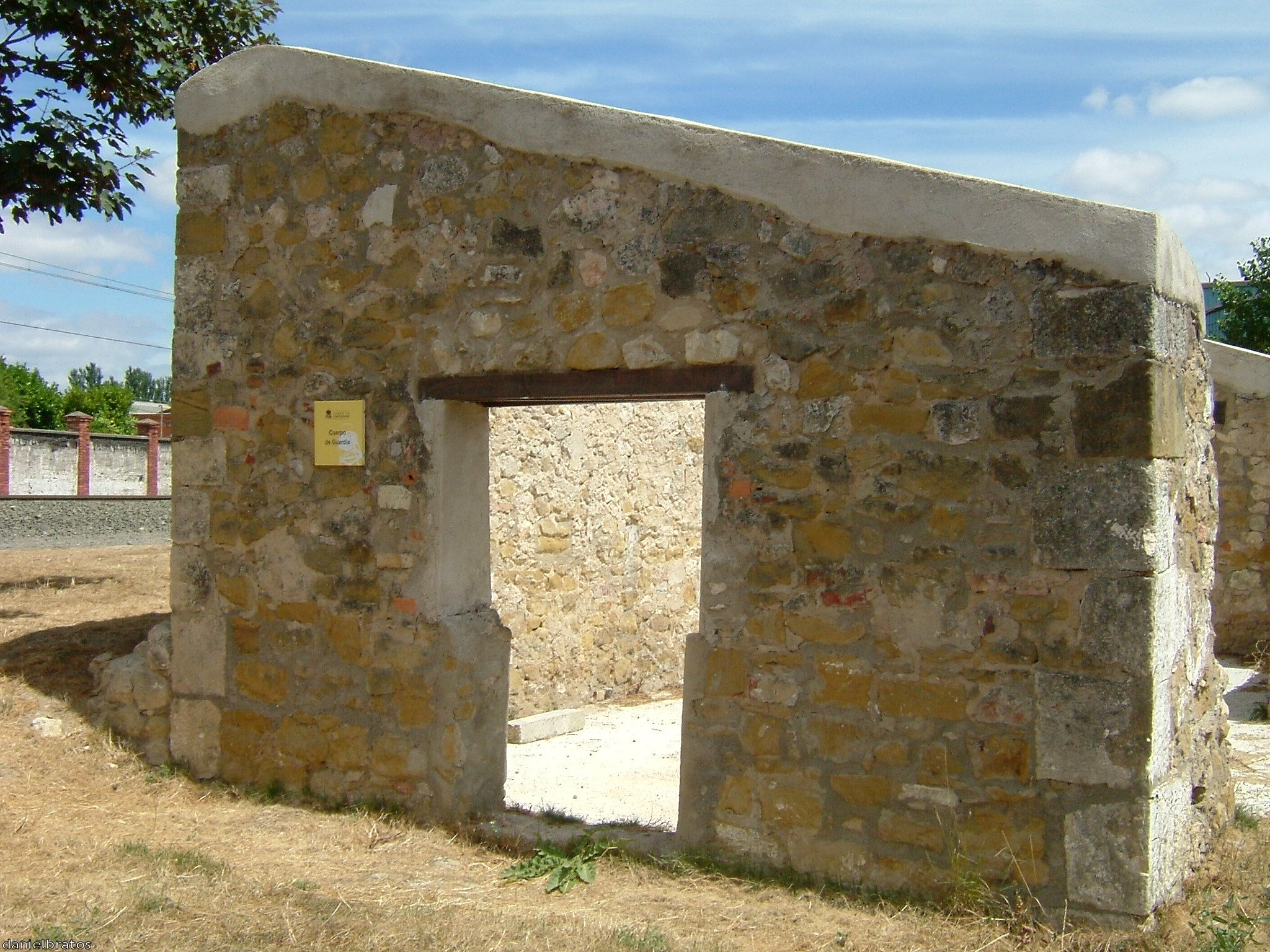
Restos del Cuerpo de Guardia
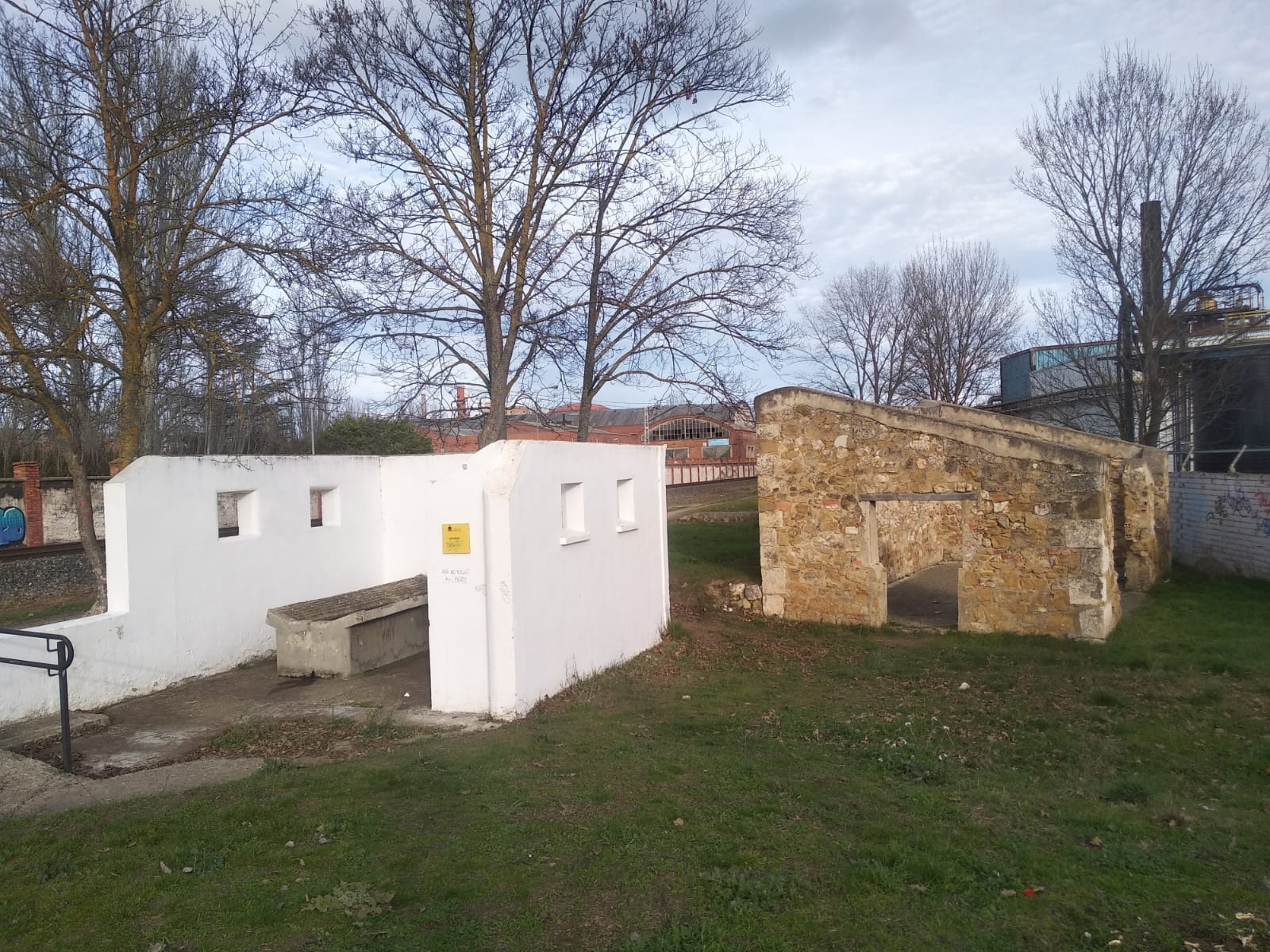
Restos de garita y lavadero
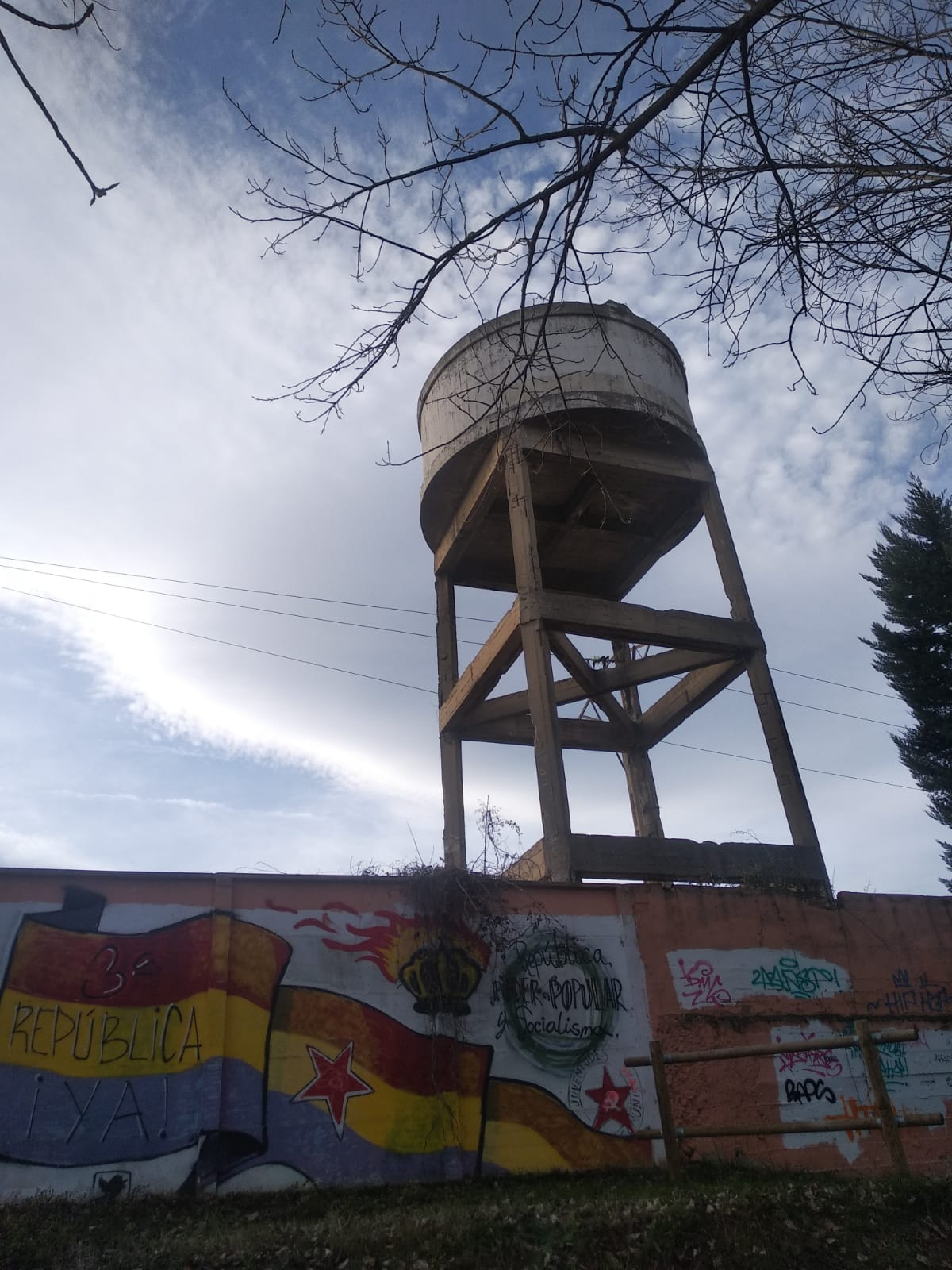
Restos depósito de agua
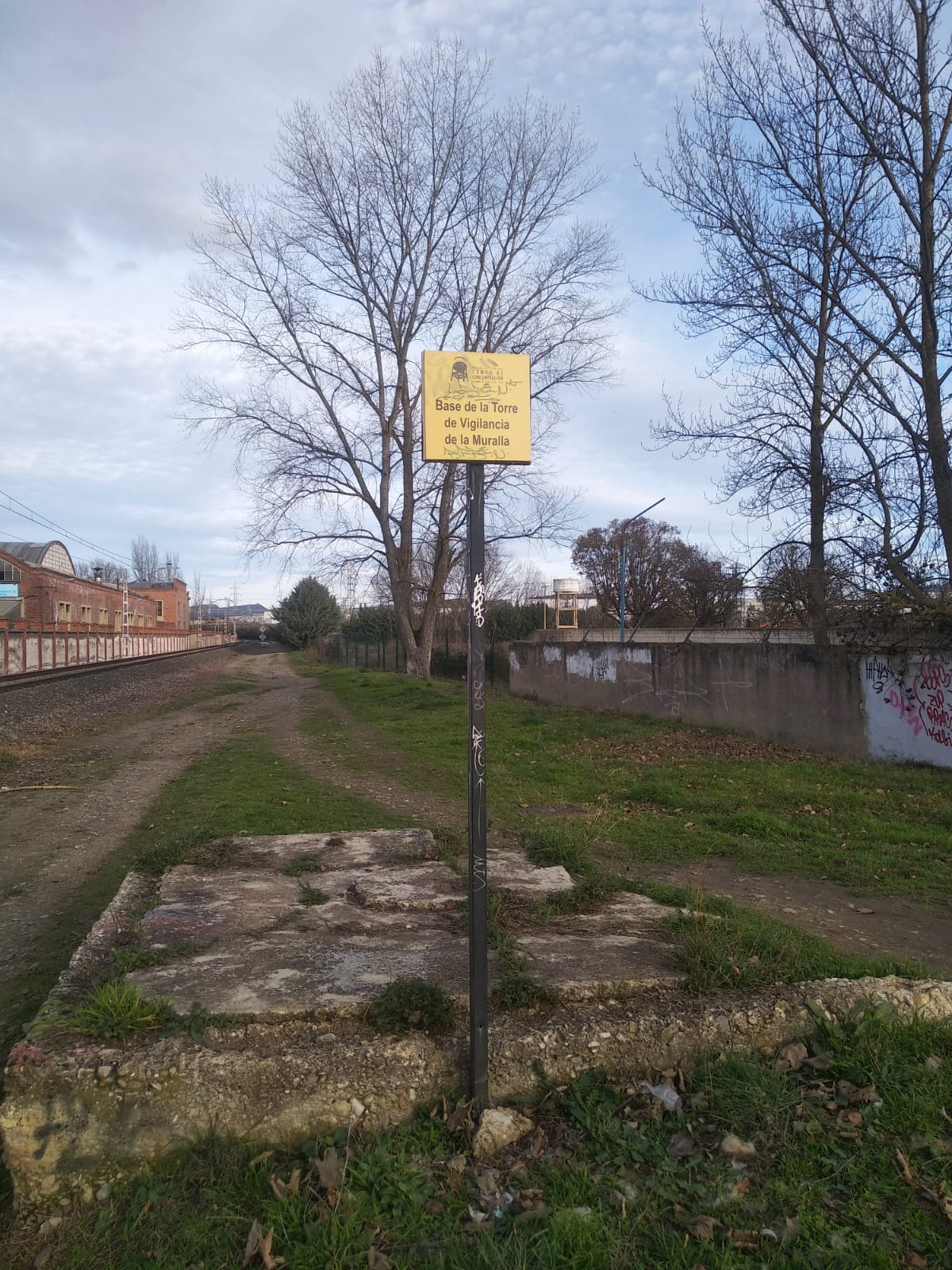
Restos torre de vigilancia

## Centro de interpretación y memoriales

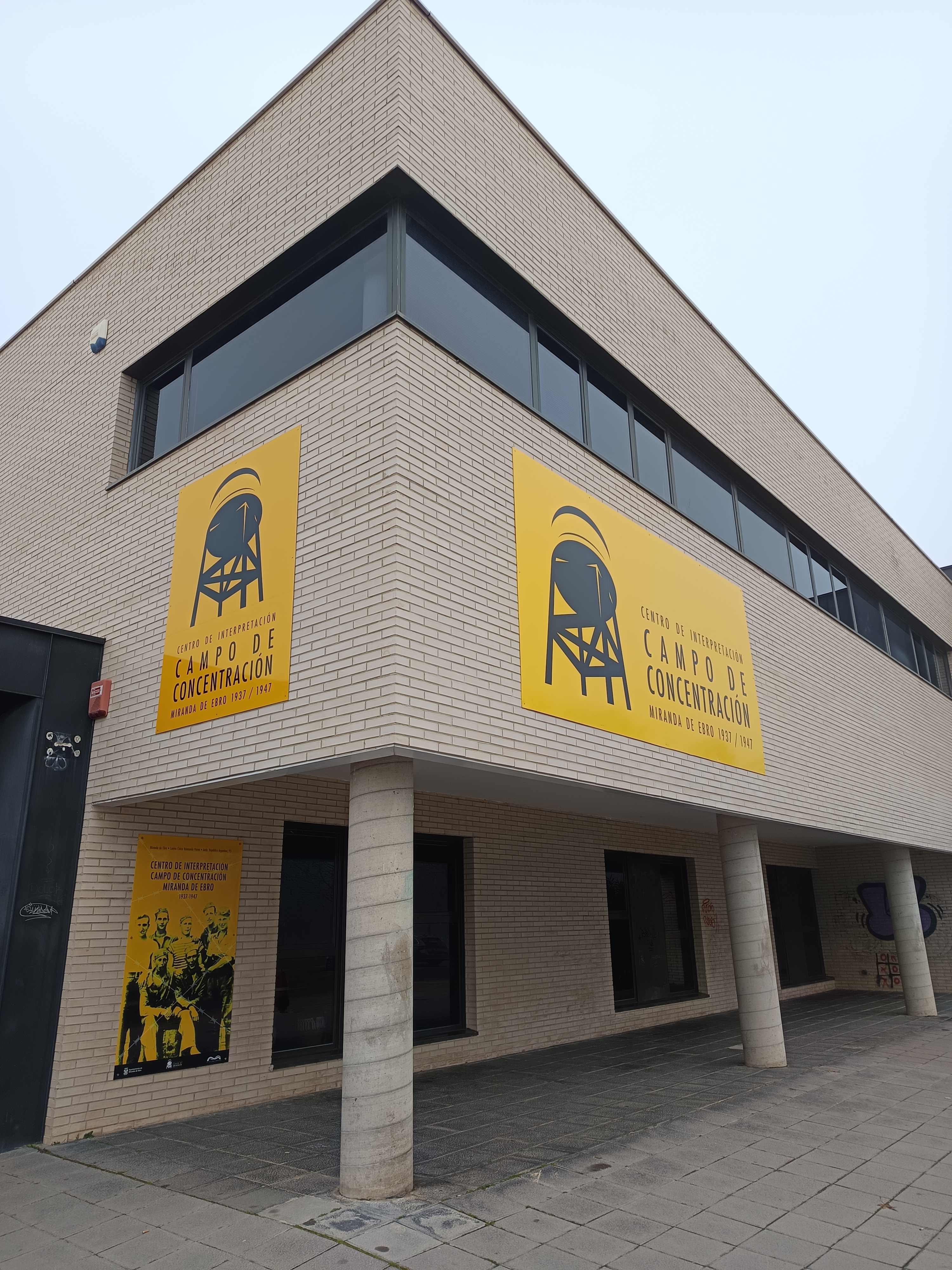
Letreros de entrada en el Centro de Interpretación del Campo de Concentración de Miranda de Ebro.

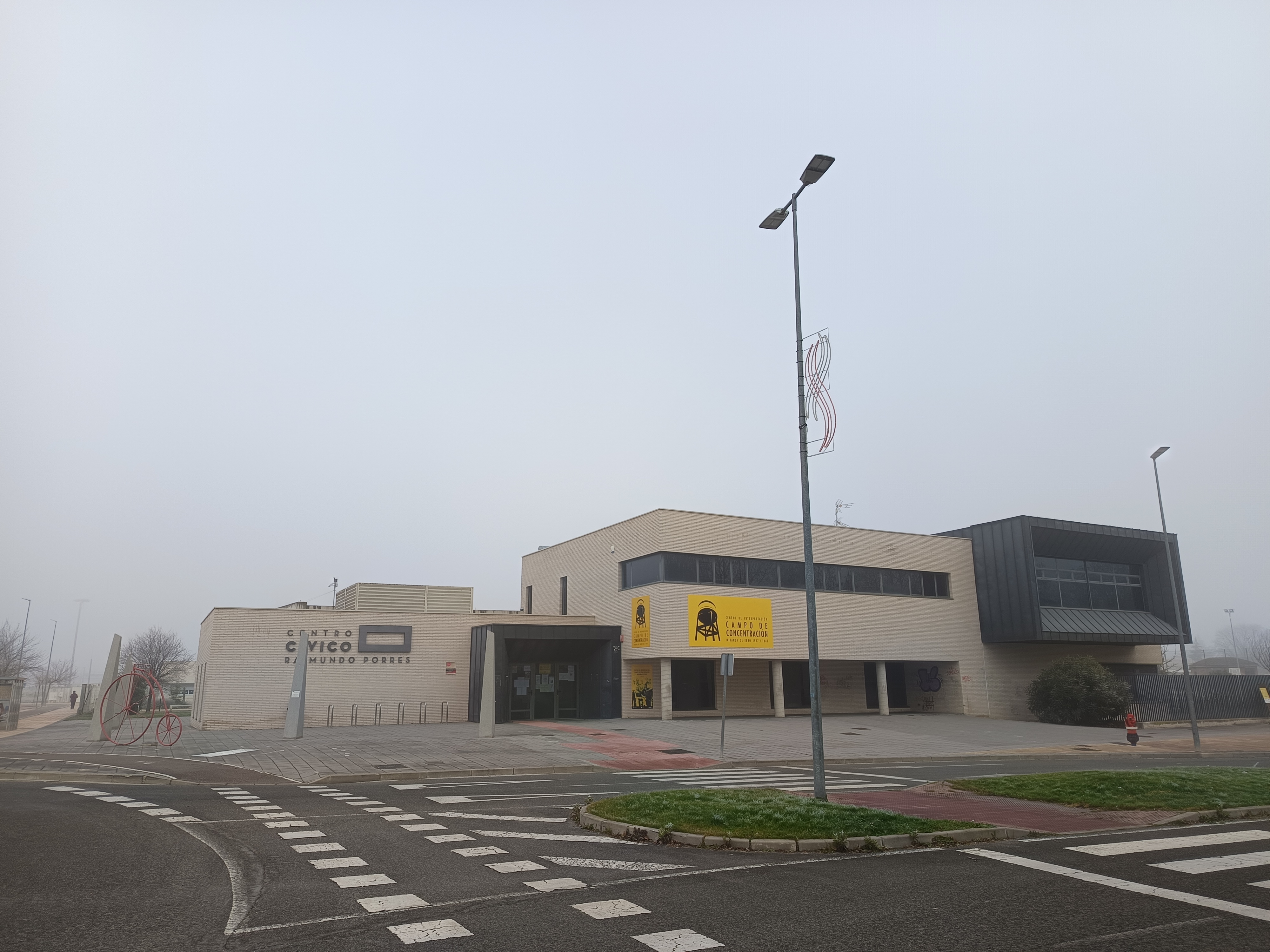
Centro de Interpretación del Campo de Concentración de Miranda en el Centro Cívico Raimundo Porres.

El centro de interpretación del campo de Miranda de Ebro se ubica en el centro cívico Raimundo Porres de la ciudad, donde, de carácter permanente, existe una exposición donde se exhiben varias clases de documentos, objetos y archivos gráficos y sonoros relacionados con el Campo de Concentración. Además, a través de varios paneles se hace un recorrido histórico por las diferentes fases del centro de represión.
Por otro lado, existe la reproducción a tamaño natural de garitas de vigilancia; dos figuras representativas de un preso y un soldado en tamaño natural, una detallada maqueta del centro y una recreación de uno de los barracones a la que se puede acceder y en la que se puede contemplar elementos de la vida cotidiana de los presos, algunos de los cuales donados por particulares y otros propiedad del Ayuntamiento de Miranda de Ebro.
La muestra se completa con expedientes personales de prisioneros; relación de prendas que se entregaban a los prisioneros; informes de la situación del centro realizados por extranjeros (hallado en Max Center Library en Londres), documentos existentes en el Archivo Municipal del Ayuntamiento de Miranda relacionados con el Campo de concentración tales como una autorización para limpieza del río Bayas realizada por los presos para evitar la acumulación de excrementos generada por el campo, entregas de paja para colchones y comida de animales, oficio autorizando el cobro por el arreglo de un grifo del que se recogía agua, etc; tarjetas postales remitidas por los prisioneros a sus familiares; revistas extranjeras con estudios sobre el campo como “Historia Magazine”, “Le Journal de la France” y el periódico mexicano “España Popular”; así como varios interactivos y proyecciones audiovisuales.
Desde el centro de interpretación de organizan visitas guiadas por los restos del campo de concentración así como de los diferentes monumentos conmemorativos del entorno.

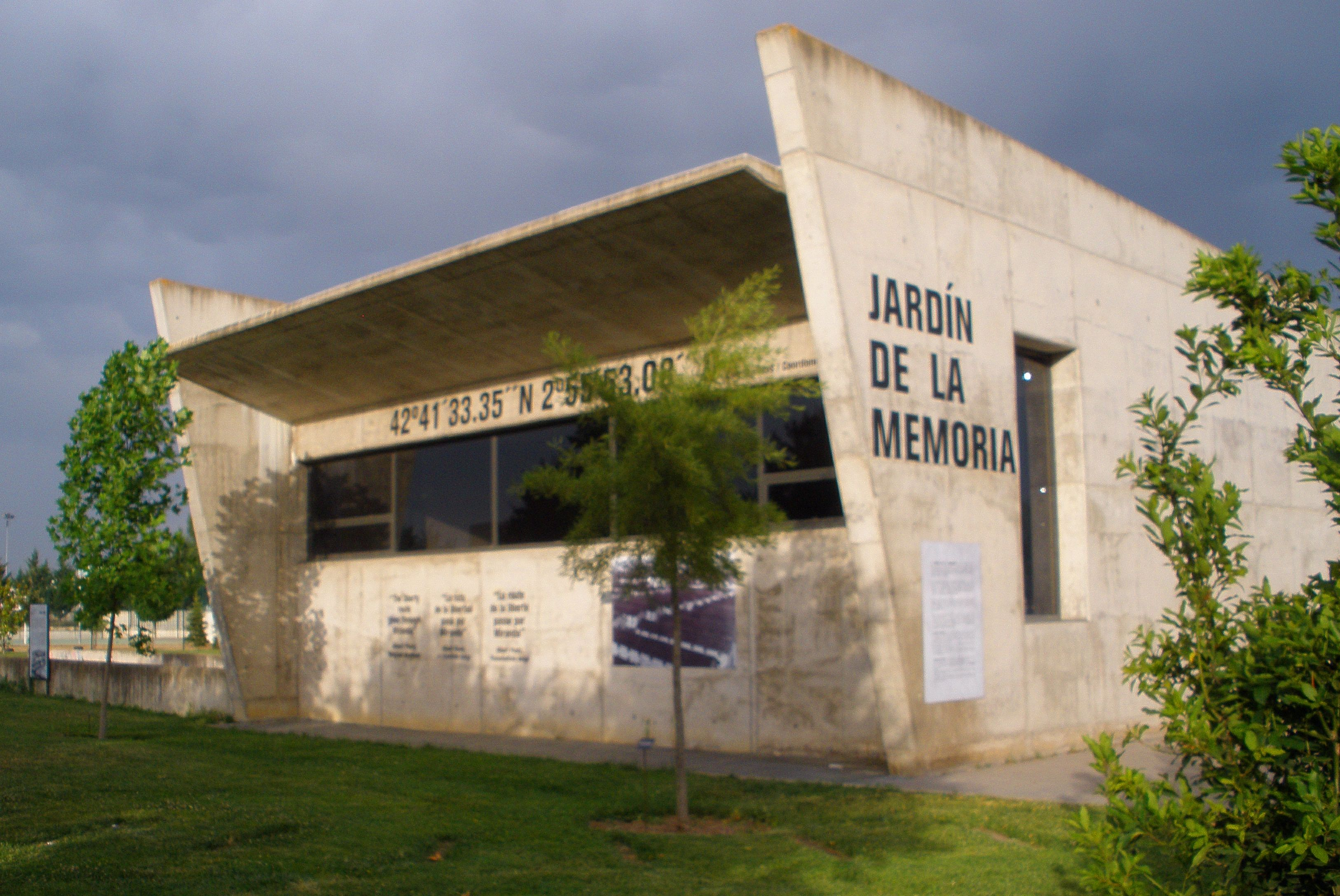
Jardín de la Memoria-Centro de Interpretación
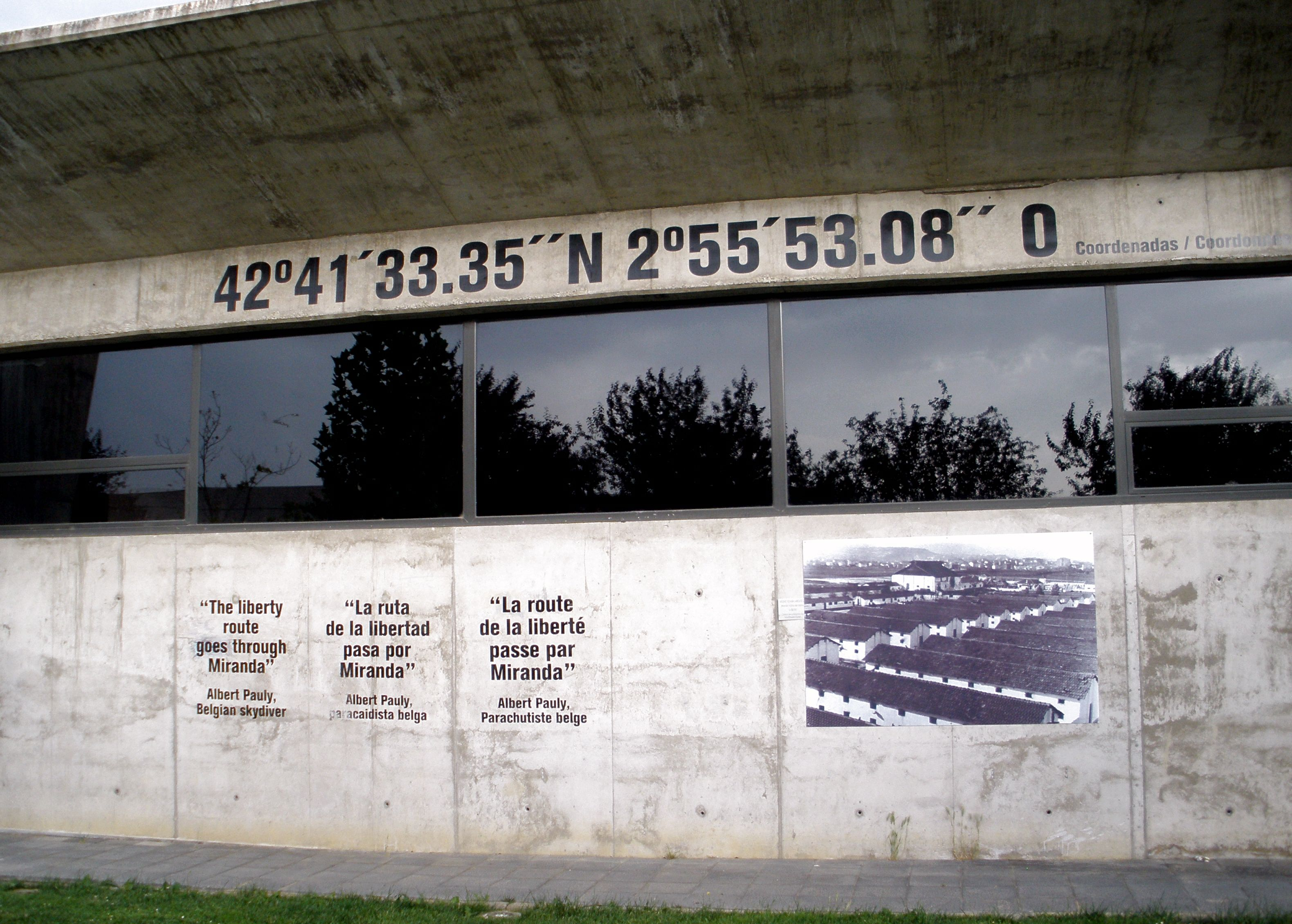
Jardín de la Memoria-Centro de Interpretación
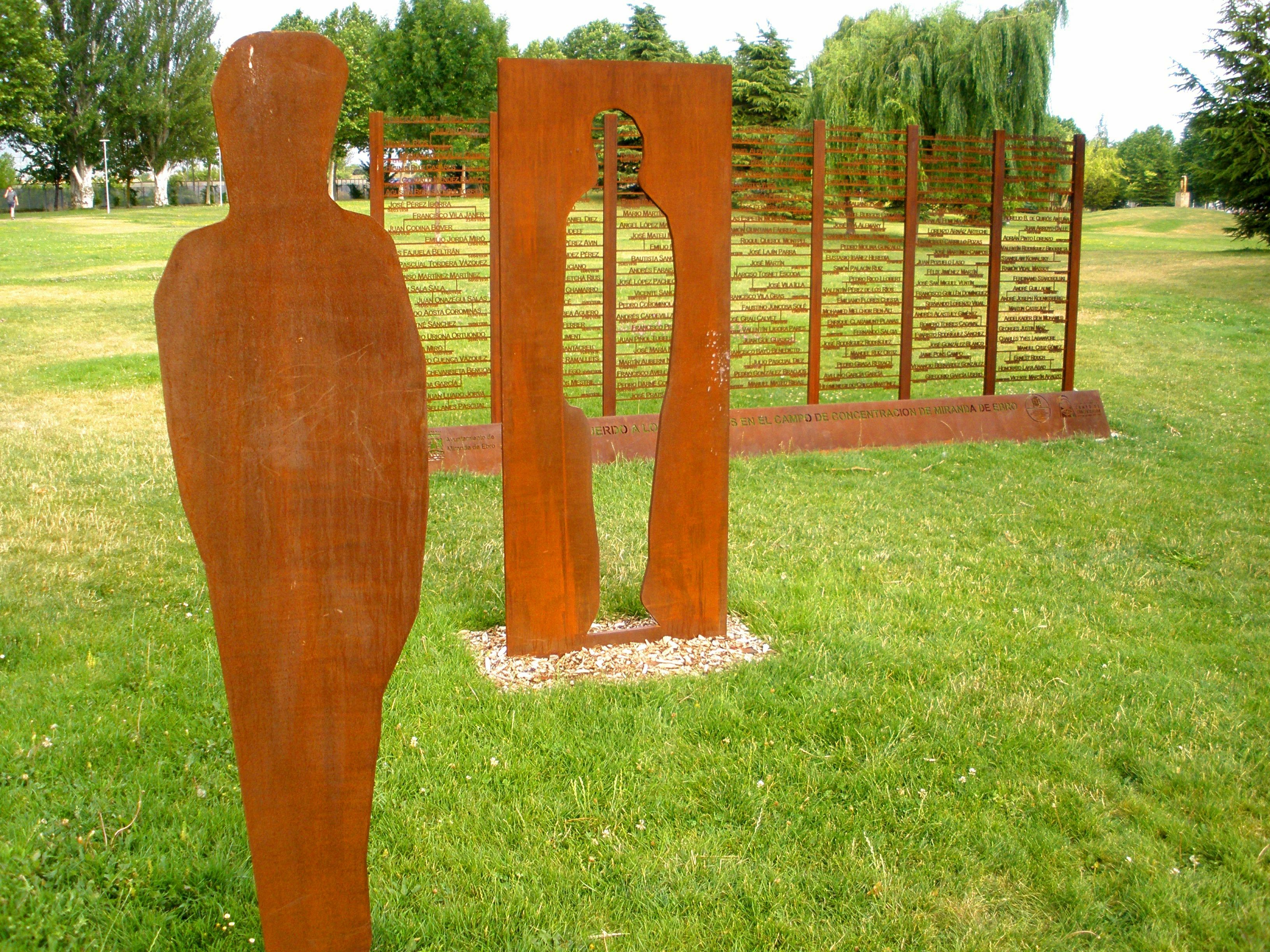
Memorial de las victimas del campo, en el Parque Alcalde Emiliano Bajo
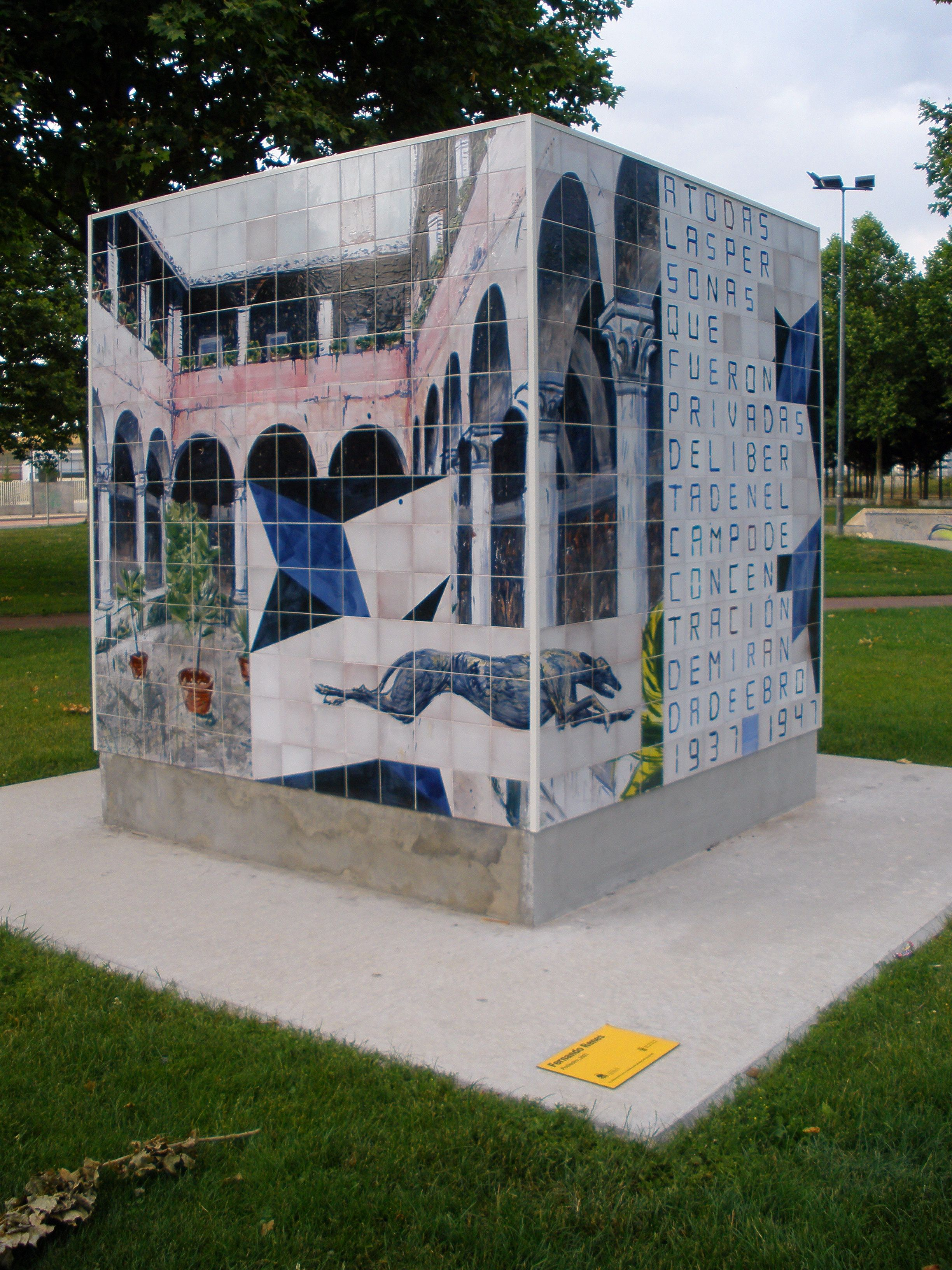
'Poliedro' (Fernando Renes, 2021), escultura memorial del campo de concentración, en el Parque Alcalde Emiliano Bajo
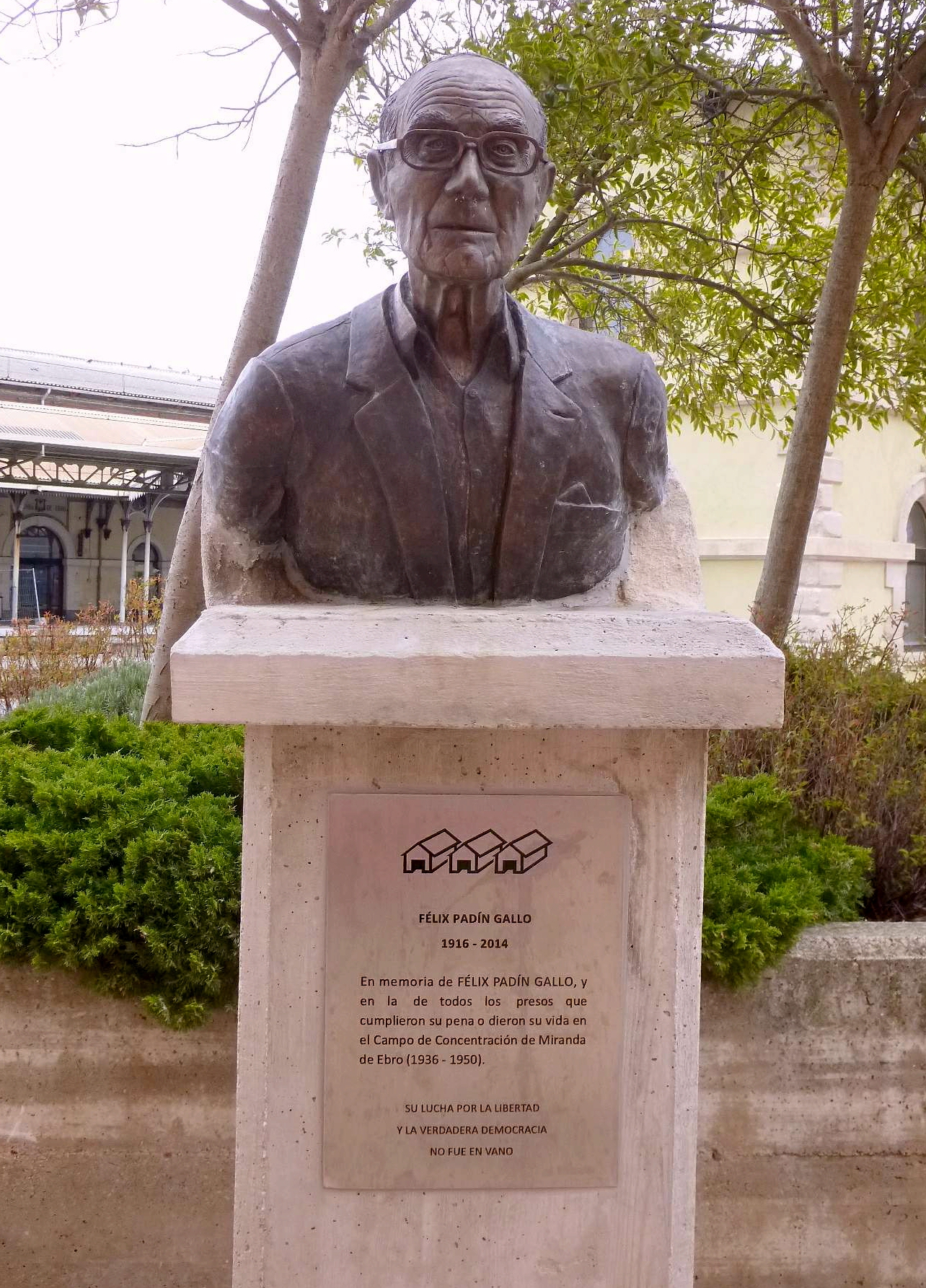
En memoria de Félix Padín Gallo "y en la de todos los presos que cumplieron su pena o dieron su vida en el Campo de Concentración de Miranda de Ebro (1936-1950)"

## Prisioneros destacados
- Marcial Arbiza - Futbolista del Deportivo Alavés, Real Madrid C. F., Real Sociedad y Real Unión de Irún.
- Georges Bidault - Primer ministro francés y Ministro de Asuntos Exteriores.
- Jean Latérguy - escritor y corresponsal de guerra  francés
- Philips Leclerc   - General francés de la resistencia
- Henri Birnbaum - Introductor del judo en España.
- Frantisek Fajtl - General de la aviación checoslovaca.
- Félix Gouin - Presidente provisional del gobierno francés.
- Hans Hartung - Pintor alemán-francés.
- François Jacob - Premio Nobel de Medicina.
- Antoni Kępiński - Psiquiatra polaco.
- Vera Leigh - Espía británica.
- Jacques L. Monod - Premio Nobel de Medicina.
- Félix Padín Gallo - Anarquista vasco.
- Frank Ryan - Líder de la Columna Connolly.